# Lázně Dolní Lipová
Lázně Dolní Lipová byly založeny Johannem Schrothem v roce 1829. Secesní pavilonová podoba lázní, umístěných v centru obce Lipová-lázně na severním úpatí pohoří Hrubý Jeseník, vznikla na přelomu devatenáctého a dvacátého století.
Zde prováděná originální léčba poruch metabolismu a obezity, označovaná po svém zakladateli „Schrothova kúra“, proslavila lázně v první polovině dvacátého století po celé Evropě, do lázní však přijížděli lázeňští hosté i z Ameriky.
Provoz lázní byl po ukončení 31. prosince 2013 obnoven v květnu 2017 s novým vlastníkem Schrothovy léčebné lázně s r. o.; lázně se rovněž nazývají nově Schrothovy léčebné lázně. Došlo i k přejmenování některých lázeňských domů.
Lázně mají dlouholetou tradici v léčbě metabolických a kožních onemocnění, obezity, onemocnění štítné žlázy, poruch metabolismu tuků (hyperlipoproteinemie) a cukru (Diabetes mellitus) a všech neinfekčních chronických forem kožních chorob. U lupenky (psoriázy) provádějí i léčbu její obávané komplikace – psoriatické artritidy – postižení kloubů.
Pro léčbu svých klientů lázně využívají všechny dostupné moderní léčebné a rehabilitační postupy – léčbu dietou, celkově i lokálně aplikované léky, kompletní škálu fyzioterapeutických postupů a z nich zejména různé formy léčby světlem (fototerapie) a pohybem (kineziterapie), oblíbené přísadové koupele a masáže.